# 藤村恵秀
藤村 恵秀（ふじむら けいしゅう、1960年 - ）は、主にハワイ州をはじめ世界で活動する埼玉県出身の書道家である。日本では橋本 志水（はしもと しすい、毎日書道会所属）の別名で「かな書家」として活動する。

## 人物
国境を越えた文化交流を目指し、藤村恵秀として世界で書活動を開始した。海外で書活動をするにあたり、書道大字パフォーマンスの中に能（金春流）、日舞（藤間流）、バレエ、劇団などの手法を取り入れることを考え、能は金春流シテ方、の振付指導を受ける。
バレエは、アクリ・堀本バレエアカデミーに在籍する。劇団は、文化放送主催ミュージカル塾にてミュージカル、芝居、歌、ジャズダンス、タップダンス、狂言などを学び、当時の講師である、現・劇団花時計表天城美枝に日舞を学ぶ。公益財団法人さいたま市文化振興事業団 SaCLaアーツ　登録認証　平成27年　さ文事発第118号

## 藤村恵秀としての略歴
ハワイ大学/パフォーマンス・講義、日本＆ハワイ州共催まつりinハワイ参加、ホノルル美術館 ハワイ州主催　チャイニーズフェスティバル出演、ハワイhappycake幼稚園/パフォーマンス・講師、アンカレッジSandlake小学校、Mears中学校、Diamond高校/パフォーマンス・指導
、ハワイ州立美術館、ホノルルMontessori学園/パフォーマンス・指導、アメリカフレデリックスバーグ公共施設falmouth england ran north/パフォーマンス・指導、ニューヨークScienceTeacherSarah小学校、アメリカキングジョージL.E.SmootMemorialLibrary、アンカレッジSandlake小学校、Mears中学校、Diamond高校、ホノルルMid-PACIFIC小学校、ハワイ州立美術館/パフォーマンス・指導